# Касаньо, Поль
Поль Касаньо (фр. Paul Cassagnau; 23 января 1932, Тулуза — 8 апреля 2016, Тулуза) — французский учёный-энтомолог, известен как исследователь ногохвосток (Collembola).

## Биография
Родился 23 января 1932 года в городе Тулуза.
Работал в Университете Тулузы (Université Toulouse III — Paul Sabatier).
Описал несколько десятков новых видов коллембол.
Поль Касаньо скончался 8 апреля 2016 года в городе Тулуза.

Профессор Кассаньо был широко признан одним из самых влиятельных коллембологов второй половины XX века благодаря своим работам по таксономии и классификации Neanurinae, синтезам хетотаксии Poduromorpha, новаторским и непревзойденным исследованиям биологии коллембол, начиная от политенных хромосом до экоморфоза и эпитокии, а также публикациям по их экологии, в которых он одним из первых применил многомерный анализ. Деарвенг, Луи (2016)

## Новые таксоны
Участвовал в описании:
- род Paralobella (1984)

## Публикации
Среди основных публикаций:
- Cassagnau P. Faune Française des Collemboles (IX). Les Hypogastrura sensu lato du massif du Neouvielle (Hautes-Pyrenees): remarques sur la chétotaxie des espèces. Vie et Milieu, vol. 9, p. 476—503.
- Cassagnau P. Contribution à la connaissance du genre Tetracanthella Schott 1891:(«Collemboles Isotomidae»). Éditions du Muséum.
- Cassagnau P. Faune française des Collemboles (X). Espèces nouvelles ou peu connues des Pyrénées et du Sud-Ouest. Vie et Milieu.
- Cassagnau P., Rapoport E.H. Collemboles d’Amérique du Sud: Poduromorphes. Centre National de la Recherche Fr.
- Cassagnau P. Sur la structure des chromosomes salivaires de Bilobella massoudiCassagnau (Collembola: Neanuridae). Chromosoma.
- Cassagnau P., Palacios-Vargas, J.G. Contribution a l’étude des Collemboles Neanurinae d’Amérique Latine. Travaux du Laboratoire Biologique Toulouse 4: 1-15. Reference page.
- Cassagnau P., Deharveng, L. Collemboles des Philippines. 1. Les lobelliens multicolores de montagnes de Luzon. Travaux du Laboratoire d'écobiologie des Arthropodes Edaphiques, Toulouse 5(1): 1-11.
- Cassagnau P. 1986. Sur l’evolution des Neanurinae paucitubercules a pieces buccales reduites. In: Dallai, R. (ed.), 2nd International Seminar on Apterygota. University of Siena, Siena: 313—317.